# Чемпионат Сербии и Черногории по футболу

## История
Возникла в 2003 после образования Сербии и Черногории и стала правопреемницей чемпионата Югославии.
В 2006 году после распада Сербии и Черногории лига прекратила существование, а вместо неё два новых государства основали собственные лиги — Сербскую Суперлигу и Первую лигу Черногории.

## Призёры
| Сезон   | Чемпион                 | Очки | Вице-Чемпион            | Очки | Бронзовый призёр   | Очки |
| 2003/04 | Црвена Звезда (Белград) | 74   | Партизан (Белград)      | 63   | Железник (Белград) | 58   |
| 2004/05 | Партизан (Белград)      | 80   | Црвена Звезда (Белград) | 74   | Зета (Голубовци)   | 59   |
| 2005/06 | Црвена Звезда (Белград) | 78   | Партизан (Белград)      | 71   | Вождовац (Белград) | 51   |

## Бомбардиры
| Сезон   | Бомбарбир                       | Кол-во голов |
| ------- | ------------------------------- | ------------ |
| 2003/04 | Жигич, Никола (Црвена звезда)   | 19           |
| 2004/05 | Пантелич, Марко (Црвена звезда) | 21           |
| 2005/06 | Радонич, Срджян (Партизан)      | 20           |